# Tomohyphantes niger
Tomohyphantes niger là một loài nhện trong họ Linyphiidae.
Loài này thuộc chi Tomohyphantes. Tomohyphantes niger được Alfred Frank Millidge miêu tả năm 1995.